# Jovan Pantelić
Jovan Pantelić (en serbe cyrillique : Јован Пантелић) était un peintre serbe du XIXe siècle. Il a surtout réalisé des icônes, notamment pour des iconostases.

## Quelques réalisations
- l'iconostase de l'église Saint-Nicolas de Donji Petrovci en 1803[1] ;
- une icône dans l'église Saint-Théodore-Tiron d'Irig en 1811[2].